# Parnas
Parnas (grčki: Παρνασσός, latinski: Parnassus) je vapnenačka planina u središnjoj Grčkoj koja se uzdiže iznad svetišta Delfi, sjeverno od Korintskog zaljeva. S Parnasa se pruža veličanstven pogled na gajeve maslina i okolicu. Po pričama iz grčke mitologije, planina je bila posvećena bogu Apolonu i korikijskim nimfama, planina je i dom muza.  Ova planina je imala visoko simboličko značenje već od neolita pa tako i za Dorane. 

## Planina Parnas u mitologiji
Planina je dobila ime po Parnasu, sinu nimfe Kleodore i običnog smrtnika Kleopompusa. Postojao je i grad u kojem je vladao Parnas, ali on je poplavljen velikim potopom. Preživjeli žitelji su pobjegli od poplave na visoke obronke planine i osnovali novi grad Lykoreu (to na starogrčkom znači = vučje zavijanje). 
Nasuprot tome Orfej se naselio na planini, tu ga je vidio bog Apolon i dao mu zlatnu liru na kojoj ga je naučio svirati.
Planina Parnas je mjesto na kojoj se zbivaju i neki manje značajni događaji iz grčke 
mitologije.
- U pojedinim inačicama grčke mitološke priče o velikom potopu Deukalionova arka usidrila se je na vrhovima planine Parnas.
- Orest se jedno vrijeme krio na Parnasu.
- Planina Parnas je bila također i dom boga Dioniza.
- Korikijska pećina, na padinama planine Parnas bila je posvećena bogu Panu i Muzama.
- Planina Parnas je po nekim pričama također i dom mitskog krilatog konja Pegaza.

## Parnas u umjetnosti
Ime Parnas se toliko uvriježilo da je danas to sinonim za dom poezije, kniževnosti i znanja. 
Od XVIII st. zavladala je prava moda slikanja motiva i mitoloških prizora na temu planine Parnas, poput scene – Apolona okruženog muzama, neka od najpoznatijih djela s tom temom su;
- Apolon i muze s Parnasa, djelo Nicolasa Poussina.
- Freska Parnas iz vatikanske Stanza della Segnatura, djelo Raffaela Santia iz 1511. godine.
- Parnas, slika na platnu Antona Raphaela Mengsa.

- Parnasovci je naziv za skupinu francuskih pjesnika okupljenih oko zbornika pjesama Suvremeni Parnas koji izlazi 1866.
- Po Parnasu je nazvano pariško brdo Montparnasse.

## Planina Parnas danas
Danas se padine planine koriste za dva skijališta; Kelaria i Fterolaka, ova dva skijališta zajedno tvore najveći skijaški centar u Grčkoj. Manje skijalište Gerontora (ima samo dvije vučnice) nalazi se preko puta planinskog hrpta Kelaria. 
Izgradnja skijališta počela je 1975. a prvi dio dovršen je već 1976. kada su u rad puštene dvije vučnice na skijalištu Fterolaka. 1981. god. bila je gotova i izgradnja novog skijališta Kelaria, od sezone 1987. – 1988. žičara Hermes povezala je ova dva skijališta.
Danas Skijališni centar Parnas ima 25 uređenih staza dužine oko 30 km. s više vučnica 
i žičara, koje mogu prevesti 5000 skijaša na sat.

## Vrhovi Parnasa
Najviše točke planine Parnasa su;
- Liakoura (Λιάκουρα) 2455 m
- Tsárkos (Τσάρκος), 2415 m
- Gerontóvrachos (Γεροντόβραχος), 2395 m
- Kalójiros (Καλόγηρος), 2327 m
- Mávra Lithária (Μαύρα Λιθάρια), 2326 m
- Voidomáti (Βοϊδομάτι), 1947 m
- Petrítis (Πετρίτης), 1923 m
- Pyrgákia (Πυργάκια), 1718 m

## Vanjske poveznice
- Flora grčkih planina  Arhivirana inačica izvorne stranice od 12. svibnja 2008. (Wayback Machine)